# Htonično božanstvo
Htóničen (iz grških χθόνιος khthonios – 'v ali pod zemljo', od χθών khthōn – 'zemlja'), dobesedno pomeni »podzemni«. Prevod smiselno razpravlja o htoničnem božanstvu ali duhovih podzemlja, zlasti v grški religiji. Grška beseda khthon je ena od mnogih besed za 'zemljo'; se običajno nanaša na notranjost tal, namesto žive površine (kot Gaja ali Ge) ali zemljišče kot območje (kot khora (χώρα) počne). 

## Razlika glede na olimpske kulte
Htoničen, ki je oblika khthonie in khthonios, ima natančno določen tehničen pomen v grščini, in se nanaša predvsem na način in metodo darovanja žrtve posebnemu bogu ali bogovom, splošno znanem kot htonično božanstvo. Ti vključujejo, vendar morda niso strogo omejene na Demetro in Had v klasični mitologiji.
Nekateri htonični kulti izvajajo obredno žrtvovanje, ki se je pogosto zgodilo ponoči. Ko je žrtev živo bitje, so žival dali v bothros (βόθρος, "jama") ali megaron (μέγαρον, "vkopana komora").   V nekaterih grških htoničnih kultih je bila žival žrtvovana na dvignjenem bomos (βωμός, "oltar"). Žrtev so zažgali celo ali jo zakopali, namesto da bi jo skuhali in delili med vernike. .

### Tip kulta glede na funkcijo
Miti, ki povezujejo htonična božanstva in plodnost podzemlja, niso bili posebni. Miti o kasnejših olimpskih božanstvih so opisali tudi povezavo s plodnostjo in blaginjo Zemlje, kot sta Demetra in njena hči Perzefona, ki sta obe spremljali vidike plodnosti te dežele, vendar pa je Demetra imela tipično olimpski kult, medtem ko je imela Persefona htoničnega, verjetno zaradi njene povezanosti s Hadom, ki jo je ugrabil. 
Tudi Demetro se je ob Persefoni oboževalo z identičnimi obredi, vendar je bil v pozni poeziji in mitu občasno klasificiran kot »olimpski«. Predvideva se absorpcija nekaterih prejšnjih kultov v novejši panteon v primerjavi s tistimi, ki se upirajo absorpciji, saj zagotavljajo kasnejše mite.

### Nejasnosti pri dodelitvi
Kategoriji, olimpski in htoničen, pa nista bili popolnoma ločeni. Nekatera olimpska božanstva, kot sta Hermes in Zevs, sta na določenih lokacijah prejela htonske žrtve in desetine (davek).  Božanska junaka Heraklej in Asklepij sta bila lahko oboževana kot bogova ali heroja, odvisno od mesta in časa nastanka mita.
Poleg tega nekaj božanstev ni mogoče zlahka razvrstiti pod temi pogoji. Hekati na primer, po navadi ponujajo mladiče na razpotju med svetovi - prakso, ki ni značilna za olimpsko žrtvovanje, niti htonska žrtev Persefoni ali junakom. Zaradi svoje podzemne vloge je Hekata na splošno označena kot htonična.

## Pomen v psihologiji in antropologiji
V analitični psihologiji se izraz htoničen pogosto uporabljen za opis duha narave v notranjosti, nezavednih zemeljskih impulzov Jaza, to je materialnih globin, ne nujno z negativnimi konotacijami .
Izraz htoničen ima tudi konotacije glede spola v kulturni antropologiji; del Vallejeva Gendered Anthropology opisuje obstoj »moških in ženskih božanstev na vseh ravneh ... ljudi, povezanih z zgoraj, nebom in ženskami, povezanimi s spodaj, z zemljo, vodo podzemlja in htoničnimi božanstvi«.  To nikakor ni bilo univerzalno; v starem Egiptu je glavno božansko zemlje moški bog Geb, njegova žena je bila Nut, sicer znana kot nebo.  Grška mitologija ima tudi ženska božanstva povezana z nebom, kot je Dike, boginja pravičnosti, ki sedi na desni strani Zevsa kot njegova svetovalka in Eos, boginja zore - in Had (moški) kot bog podzemlja.

## Pomen v strukturni geologiji
Izraz alohton v strukturni geologiji se uporablja za opis velikega bloka kamnine, ki je bila premaknjena s svojega prvotnega mesta nastanka, po navadi pod nizkim kotom z narivanjem (nagnjen narivni prelom). Iz grške allo, kar pomeni 'drugo' in chthon, ki označuje proces zemeljske mase, ki se premika pod zemljo in povezuje dve horizontalno zloženi drsni ravnini in to 'pod zemljo'. 